# Soner Karagöz
Soner Karagöz (* 3. Januar 1972 in Konya) ist ein ehemaliger türkischer Boxer.
Der 1,64 m große Bantamgewichtler (bis 54 kg) gewann die Mittelmeerspiele 1991 in Athen und die Mittelmeerspiele 1997 in Bari. Bei den Weltmeisterschaften in Budapest 1997 schied er erst im Halbfinale gegen Waldemar Font aus Kuba aus und gewann damit eine Bronzemedaille. Zudem siegte er in mehreren international besetzten Turnieren, darunter dem 42. Strandja Turnier in Bulgarien 1991 und dem 10. Ahmet Cömert Turnier in der Türkei 1995.
1996 vertrat er sein Heimatland im Bantamgewicht bei den Olympischen Sommerspielen in Atlanta, wo er noch im ersten Kampf gegen István Kovács aus Ungarn ausschied und damit Platz 17 belegte.
Weitere Ergebnisse bei internationalen Großereignissen;
- 1990 Juniorenweltmeisterschaften in Lima, Niederlage in der Vorrunde gegen Joseph Zabakly, Australien
- 1991 Europameisterschaften in Göteborg, Niederlage im Achtelfinale gegen Daniel Petrow, Bulgarien
- 1991 Weltmeisterschaften in Sydney, Niederlage in der Vorrunde gegen Choi Chol-su, Nordkorea
- 1995 Weltmeisterschaften in Berlin, Niederlage in der Vorrunde gegen Zoltan Lunka, Deutschland
- 1996 Europameisterschaften in Vejle, Niederlage im Viertelfinale gegen John Larbi, Schweden
- 1998 Europameisterschaften in Minsk, Niederlage im Viertelfinale gegen Marian Alexandru, Rumänien